# Anacanthobatis folirostris
Anacanthobatis folirostris es una especie de raya de la familia Anacanthobatidae cuya familia se conoce como patines. Se desconoce su estado de conservación.
Se encuentra en profundidades de entre 300 y 510 metros en el Golfo de México. Originalmente se describió y se incluyó en el género Springeria pero posteriormente se consideró como un subgenéro de Anacanthobatis. En 2016, esta especie de nuevo se incluyó como un nuevo género.